# 発見!タカトシランド
『発見!タカトシランド』（はっけん!タカトシランド）は、北海道文化放送で2017年5月5日から毎週金曜19:00 - 20:00（JST）に放送されているドキュメントバラエティ番組で、タカアンドトシの冠番組である。

## 概要
本番組では、タカアンドトシがゲストを迎え、北海道の街を歩き、道内の魅力を発見する。ゲストは主に道外出身の旬のタレントを意識的に起用し、タカアンドトシや視聴者と違う視点で北海道の良さを発見する狙いとしている。
タカアンドトシが北海道のローカル番組において、ゴールデンタイムのレギュラー番組に出演するのは本番組が初めてで、北海道文化放送がゴールデンタイムに本格的な自社制作番組を編成するのは、1996年から1997年にかけて放送された報道番組『N-SOKEN』以来となる。
文字多重放送を実施している。
あくまでも、この時間帯はローカルセールス枠なので自社制作の北海道日本ハムの野球などのスポーツ中継あるいはフジテレビで特別番組を放送するときは休止することもある。
2020年5月15日の放送までアポなしで店を訪問して直接、撮影交渉をしてきたが新型コロナウイルス感染症の流行により同年7月24日の放送から2023年12月15日までは事前にゲストから行きたい場所のアンケートを取りタカまたはトシが店をリサーチし、事前に撮影交渉を行っていた。
字幕放送の台詞はタカが黄色、トシが水色、ゲストやそれ以外の方は白で表示されている。
2021年6月25日放送からはすずらんによるミニコーナー「発見!すずランド」を開始、週替りで北海道各地のグルメや観光スポットを発掘するロケ企画で番組本編は1分程の短縮版を放送し、UHBのYoutubeチャンネル「Play北海道」にて完全版を配信する。2023年3月31日に「発見!すずランド」終了。
2024年7月14日は特別番組として相葉雅紀ととにかく明るい安村がゲスト出演する「発見！タカトシランドSP」を放送した。
2025年7月13日は全国ネットの特別番組として明石家さんまやモリマンをゲストに迎え『発見!タカトシランドSP『明石家さんまとデビュー30周年だから北海道で夢かなえて旅』を放送した。

## 放送時間
どちらも北海道文化放送の時間帯とする。
| 放送期間                     | 放送時間（JST）    |
| ---------------------------- | ------------------ |
| 2017年5月5日 - 2019年3月15日 | 金曜 19:00 - 19:57 |
| 2019年4月5日 -               | 金曜 19:00 - 20:00 |

## 出演者
- タカアンドトシ（タカ・トシ）
- すずらん（山本貴之・シゲ） - 発見!すずランド担当
- ゲスト（主に道外出身）

## 放送リスト
都道府県表記がないものは北海道であり、市町村表記がないものは札幌市である。

### 2017年（平成29年）
| 2017年（平成29年） | 2017年（平成29年） | 2017年（平成29年）                        | 2017年（平成29年）               |
| 回                 | 放送日             | 訪れた場所                                | ゲスト                           |
| ------------------ | ------------------ | ----------------------------------------- | -------------------------------- |
| 1                  | 5月5日             | 豊平区・西岡                              | 内藤大助・菊地亜美               |
| 2                  | 5月12日            | 中央区・山鼻                              | 清水宏保・菊地亜美               |
| 3                  | 6月2日             | 東区・ファイターズ通り                    | 篠原信一・稲村亜美               |
| 4                  | 6月9日             | 北区・北海道大学エリア（北18条・北24条）  | 篠原信一・稲村亜美               |
| 5                  | 6月16日            | 沖縄県（特別編）                          | ロバート                         |
| 6                  | 6月23日            | 厚別区・新さっぽろ                        | 遼河はるひ・りゅうちぇる         |
| 7                  | 7月7日             | 白石区・本郷商店街                        | 遼河はるひ・りゅうちぇる         |
| 8                  | 7月14日            | 中央区・桑園                              | 井森美幸・ムロツヨシ             |
| 9                  | 7月21日            | 中央区・札幌場外市場&桑園                 | 井森美幸・ムロツヨシ             |
| 10                 | 7月28日            | 中央区・北海道神宮外苑                    | 具志堅用高・おのののか           |
| 11                 | 8月4日             | 北区・麻生&新琴似                         | 具志堅用高・おのののか           |
| 12                 | 8月11日            | 豊平区・豊平（美園・旭町・平岸）          | 井森美幸・ムロツヨシ             |
| 13                 | 8月18日            | 江別市                                    | 塚田僚一・IMALU                  |
| 14                 | 8月25日            | 豊平区・羊ケ丘通                          | DJ KOO・はるな愛                 |
| 15                 | 9月1日             | 豊平区・月寒                              | DJ KOO・はるな愛                 |
| 16                 | 9月8日             | 小樽市                                    | 蛍原徹（雨上がり決死隊）・椿鬼奴 |
| 17                 | 9月15日            | 東区・創成川東                            | 蛍原徹（雨上がり決死隊）・椿鬼奴 |
| 18                 | 9月29日            | 小樽市・銭函                              | 松本明子・前園真聖               |
| 19                 | 10月6日            | 手稲区・手稲                              | 松本明子・前園真聖               |
| 20                 | 10月13日           | 中央区・市電通り西線（西線6条～西線16条） | 秋野暢子・つるの剛士             |
| 21                 | 10月27日           | 白石区・東札幌                            | 秋野暢子・つるの剛士             |
| 22                 | 11月3日            | 西区・琴似                                | 佐々木健介・菊地亜美             |
| 23                 | 11月10日           | 中央区・円山                              | 武井壮・ホラン千秋               |
| 24                 | 11月17日           | 西区・発寒                                | 武井壮・ホラン千秋               |
| 25                 | 11月24日           | 白石区・菊水                              | 柴田理恵・りゅうちぇる           |
| 26                 | 12月1日            | 南区・澄川                                | 柴田理恵・りゅうちぇる           |

### 2018年（平成30年）
| 2018年（平成30年） | 2018年（平成30年） | 2018年（平成30年）                        | 2018年（平成30年）                 |
| 回                 | 放送日             | 訪れた場所                                | ゲスト                             |
| ------------------ | ------------------ | ----------------------------------------- | ---------------------------------- |
| 27                 | 1月12日            | 南区・真駒内                              | 井森美幸・的場浩司                 |
| 28                 | 1月19日            | 中央区・旭ヶ丘&藻岩山麓通り               | 井森美幸・的場浩司                 |
| 29                 | 1月26日            | 北区・新琴似                              | 榊原郁恵・把瑠都                   |
| 30                 | 2月2日             | 北区・篠路                                | 榊原郁恵・把瑠都                   |
| 31                 | 2月9日             | 東区・元町（元町・新道東）                | ヨネスケ・堀田茜                   |
| 32                 | 2月16日            | 中央区・札幌市電・山鼻（山鼻9条～行啓通） | ヨネスケ・堀田茜                   |
| 33                 | 3月2日             | 豊平区・南平岸                            | 関根勤・河北麻友子                 |
| 34                 | 3月9日             | 白石区・南郷通                            | 関根勤・河北麻友子                 |
| 35                 | 3月16日            | 西区・宮の沢                              | 蛍原徹（雨上がり決死隊）・池田美優 |
| 36                 | 3月23日            | 北区・北24条                              | 蛍原徹（雨上がり決死隊）・池田美優 |
| 37                 | 4月13日            | 豊平区・札幌ドームエリア（月寒東・福住）  | 蛭子能収・若槻千夏                 |
| 38                 | 4月20日            | 中央区・大通南エリア                      | 蛭子能収・若槻千夏                 |
| 39                 | 4月27日            | 白石区・JR白石駅エリア                    | 藤田朋子・真壁刀義                 |
| 40                 | 5月4日             | 豊平区・美園                              | 藤田朋子・真壁刀義                 |
| 41                 | 5月11日            | 東区・美香保                              | 磯野貴理子・原田龍二               |
| 42                 | 5月18日            | 西区・八軒                                | 磯野貴理子・原田龍二               |
| 43                 | 5月25日            | 中央区～東区・苗穂                        | 山村紅葉・DJ KOO                   |
| 44                 | 6月1日             | 西区・山の手                              | 山村紅葉・DJ KOO                   |
| 45                 | 6月8日             | 豊平区・平岸                              | 松本伊代・ボビー・オロゴン         |
| 46                 | 6月15日            | 中央区・南円山                            | 松本伊代・ボビー・オロゴン         |
| 47                 | 6月22日            | 清田区・平岡                              | 紫吹淳・武井壮                     |
| 48                 | 7月6日             | 北区・札幌駅北口エリア                    | 紫吹淳・武井壮                     |
| 49                 | 7月13日            | 白石区・北郷・川下                        | はるな愛・上地雄輔                 |
| 50                 | 7月20日            | 北区・新川                                | はるな愛・上地雄輔                 |
| 51                 | 8月3日             | 石狩市・花川                              | 田中要次・有森也実                 |
| 52                 | 8月17日            | 北区・あいの里                            | 田中要次・有森也実                 |
| 53                 | 8月24日            | 中央区・中島公園                          | 名取裕子・渡辺徹                   |
| 54                 | 8月31日            | 白石区～豊平区～厚別区・東北通            | 名取裕子・渡辺徹                   |
| 55                 | 9月21日            | 中央区～南区・藻岩山エリア                | 具志堅用高・小倉優子               |
| 56                 | 9月28日            | 南区・石山                                | 具志堅用高・小倉優子               |
| 57                 | 10月12日           | 東区・栄町～北区・太平                    | 寺島進・emma                       |
| 58                 | 10月19日           | 手稲区・前田                              | 寺島進・emma                       |
| 59                 | 10月26日           | 西区・西野                                | 真琴つばさ・魔裟斗                 |
| 60                 | 11月2日            | 中央区・北円山                            | 真琴つばさ・魔裟斗                 |
| 61                 | 11月9日            | 東区・モエレ沼公園エリア                  | 亀田興毅・田中律子                 |
| 62                 | 11月16日           | 東区・丘珠空港エリア                      | 亀田興毅・田中律子                 |
| 63                 | 11月23日           | 厚別区・厚別（森林公園駅～ひばりが丘駅）  | 武田修宏・アンミカ                 |
| 64                 | 12月7日            | 東区・伏古                                | 武田修宏・アンミカ                 |
| 65                 | 12月14日           | 西区・二十四軒                            | ヨネスケ・清水ミチコ               |

### 2019年（平成31年・令和元年）
| 2019年（平成31年・令和元年） | 2019年（平成31年・令和元年） | 2019年（平成31年・令和元年）     | 2019年（平成31年・令和元年）       |
| 回                           | 放送日                       | 訪れた場所                       | ゲスト                             |
| ---------------------------- | ---------------------------- | -------------------------------- | ---------------------------------- |
| 66                           | 1月11日                      | 中央区・西屯田通り               | ヨネスケ・清水ミチコ               |
| 67                           | 1月18日                      | 北区・北34条                     | 彦摩呂・北斗晶                     |
| 68                           | 1月25日                      | 豊平区・豊平公園                 | 彦摩呂・北斗晶                     |
| 69                           | 2月1日                       | 東区・東区役所                   | かたせ梨乃・獣神サンダー・ライガー |
| 70                           | 2月8日                       | 豊平区・中の島                   | かたせ梨乃・獣神サンダー・ライガー |
| 71                           | 2月15日                      | 手稲区・富丘                     | 西岡徳馬・井上和香                 |
| 72                           | 2月22日                      | 手稲区・札幌運転免許試験場       | 西岡徳馬・井上和香                 |
| 73                           | 3月1日                       | 北広島市                         | 中田喜子・ダイアモンド☆ユカイ      |
| 74                           | 3月8日                       | 恵庭市                           | 中田喜子・ダイアモンド☆ユカイ      |
| 75                           | 3月16日                      | 中央区・近代美術館               | 筧利夫・雛形あきこ                 |
| 76                           | 4月5日                       | 東区・新道東                     | 筧利夫・雛形あきこ                 |
| 77                           | 4月19日                      | 白石区・白石                     | 大和田伸也・森尾由美               |
| 78                           | 4月26日                      | 豊平区・月寒                     | 大和田伸也・森尾由美               |
| 79                           | 5月3日                       | 中央区・宮の森                   | 渡辺徹・高橋ひとみ                 |
| 80                           | 5月10日                      | 中央区・南9条通                  | 渡辺徹・高橋ひとみ                 |
| 81                           | 5月17日                      | 南区・川沿                       | 花田虎上・スザンヌ                 |
| 82                           | 5月24日                      | 中央区・山鼻                     | 花田虎上・スザンヌ                 |
| 83                           | 5月31日                      | 白石区・北郷                     | 中山秀征・橋本マナミ               |
| 84                           | 6月7日                       | 中央区・大通バスセンター         | 中山秀征・橋本マナミ               |
| 85                           | 6月21日                      | 清田区・清田                     | モト冬樹・ダレノガレ明美           |
| 86                           | 6月28日                      | 白石区・南郷18丁目               | モト冬樹・ダレノガレ明美           |
| 87                           | 7月12日                      | 西区・五天山公園                 | 草野仁・峯岸みなみ                 |
| 88                           | 8月2日                       | 中央区・裏円山                   | 草野仁・峯岸みなみ                 |
| 89                           | 8月9日                       | 南区・藤野                       | 横山だいすけ・藤本美貴             |
| 90                           | 8月16日                      | 南区・札幌芸術の森               | 横山だいすけ・藤本美貴             |
| 91                           | 8月23日                      | 北区・屯田                       | 松崎しげる・坂下千里子             |
| 92                           | 9月13日                      | 手稲区・稲穂                     | 松崎しげる・坂下千里子             |
| 93                           | 9月20日                      | 安平町                           | 関根勤・鈴木杏樹                   |
| 94                           | 10月18日                     | 千歳市                           | 関根勤・鈴木杏樹                   |
| 95                           | 10月25日                     | 茨戸川（北区茨戸～石狩市緑苑台） | 高田延彦・高橋真麻                 |
| 96                           | 11月1日                      | 北区・新琴似                     | 高田延彦・高橋真麻                 |
| 97                           | 11月8日                      | 手稲区・新発寒                   | 榊原郁恵・つるの剛士               |
| 98                           | 11月15日                     | 西区・西町                       | 榊原郁恵・つるの剛士               |
| 99                           | 11月22日                     | 北区・北24条                     | 山下真司・光浦靖子（オアシズ）     |
| 100                          | 11月29日                     | 北区・太平                       | 山下真司・光浦靖子（オアシズ）     |
| 101                          | 12月6日                      | 北広島市・大曲                   | 大和田獏・南明奈                   |
| 102                          | 12月13日                     | 江別市・野幌                     | 大和田獏・南明奈                   |

### 2020年（令和2年）
| 2020年（令和2年） | 2020年（令和2年） | 2020年（令和2年）                            | 2020年（令和2年）                        |
| 回                | 放送日            | 訪れた場所                                   | ゲスト                                   |
| ----------------- | ----------------- | -------------------------------------------- | ---------------------------------------- |
| 103               | 1月10日           | 東区・元町                                   | コロッケ・須田亜香里（SKE48）            |
| 104               | 1月17日           | 北区・北18条                                 | コロッケ・須田亜香里（SKE48）            |
| 105               | 1月24日           | 中央区・西18丁目                             | 彦摩呂・渡辺満里奈                       |
| 106               | 1月31日           | 中央区・幌平橋                               | 彦摩呂・渡辺満里奈                       |
| 107               | 2月7日            | 手稲区・星置                                 | 南野陽子・伊藤一朗（Every Little Thing） |
| 108               | 2月14日           | 西区・琴似                                   | 南野陽子・伊藤一朗（Every Little Thing） |
| 109               | 2月21日           | 南区・澄川                                   | 六角精児・磯山さやか                     |
| 110               | 2月28日           | 中央区・伏見・環状通                         | 六角精児・磯山さやか                     |
| 111               | 3月6日            | 厚別区・大谷地                               | 野々村真・朝日奈央                       |
| 112               | 3月13日           | 清田区・北野                                 | 野々村真・朝日奈央                       |
| 113               | 3月20日           | 西区・発寒                                   | 磯野貴理子・内山信二                     |
| 114               | 4月3日            | 中央区・西屯田通                             | 磯野貴理子・内山信二                     |
| 115               | 4月10日           | 豊平区・西岡                                 | 勝村政信・松嶋尚美                       |
| 116               | 4月17日           | 豊平区・南平岸                               | 勝村政信・松嶋尚美                       |
| 117               | 4月24日           | 白石区・白石本通                             | 榊原郁恵・梶原善                         |
| 118               | 5月8日            | 豊平区・札幌ドーム周辺                       | 榊原郁恵・梶原善                         |
| 119               | 5月15日           | 2019年7月12日の再放送                        |                                          |
| 120               | 5月22日           | 2019年8月9日の再放送                         |                                          |
| 121               | 5月29日           | 明日食べたくなる！お宝店のテークアウト情報！ |                                          |
| 122               | 6月5日            | 明日食べたくなる！お宝店のテークアウト情報！ |                                          |
| 123               | 6月12日           | 2018年8月24･31日の再放送                     |                                          |
| 124               | 6月26日           | 2018年10月26日の再放送                       |                                          |
| 125               | 7月10日           | 2018年11月16日の再放送                       |                                          |
| 126               | 7月17日           | 2017年10月13日の再放送                       |                                          |
| 127               | 7月24日           | 西区・西野                                   | 高橋ひとみ・田山涼成                     |
| 128               | 7月31日           | 西区・八軒                                   | 高橋ひとみ・田山涼成                     |
| 129               | 8月7日            | 小樽市・旧手宮線エリア                       | 佐々木健介・柏木由紀（AKB48）            |
| 130               | 8月14日           | 小樽市・水天宮エリア                         | 佐々木健介・柏木由紀（AKB48）            |
| 131               | 8月28日           | 白石区・南郷通エリア                         | 清水宏保・松井珠理奈（SKE48）            |
| 132               | 9月11日           | 東区・環状通東駅エリア                       | 清水宏保・松井珠理奈（SKE48）            |
| 133               | 9月18日           | 中央区・さっぽろテレビ塔エリア               | モト冬樹・紫吹淳                         |
| 134               | 10月16日          | 白石区・菊水                                 | モト冬樹・紫吹淳                         |
| 135               | 10月23日          | 手稲区・手稲本町エリア                       | 武田修宏・井上和香                       |
| 136               | 10月30日          | 北区・篠路・拓北エリア                       | 武田修宏・井上和香                       |
| 137               | 11月6日           | 豊平区・学園前駅エリア                       | 加藤諒・松本明子                         |
| 138               | 11月13日          | 南区・藤野/簾舞                              | 加藤諒・松本明子                         |
| 139               | 11月20日          | 厚別区・新札幌                               | 六角精児・高橋みなみ                     |
| 140               | 11月27日          | 厚別区・上野幌                               | 六角精児・高橋みなみ                     |
| 141               | 12月11日          | 苫小牧市                                     | 高橋英樹・生見愛瑠                       |
| 142               | 12月18日          | 千歳市                                       | 高橋英樹・生見愛瑠                       |

### 2021年（令和3年）
| 2021年（令和3年） | 2021年（令和3年） | 2021年（令和3年）                | 2021年（令和3年）                    |
| 回                | 放送日            | 訪れた場所                       | ゲスト                               |
| ----------------- | ----------------- | -------------------------------- | ------------------------------------ |
| 143               | 1月15日           | 南区・真駒内エリア               | 川﨑麻世・雛形あきこ                 |
| 144               | 1月22日           | 西区・二十四軒エリア             | 石塚英彦（ホンジャマカ）・遼河はるひ |
| 145               | 1月29日           | 札幌北インターチェンジエリア     | 石塚英彦（ホンジャマカ）・遼河はるひ |
| 146               | 2月5日            | 豊平区・月寒エリア               | 川崎麻世・雛形あきこ                 |
| 147               | 2月19日           | 白石区・北郷エリア               | 野々村真・野呂佳代                   |
| 148               | 2月26日           | 東区・苗穂通エリア               | 野々村真・野呂佳代                   |
| 149               | 3月5日            | 中央区・桑園エリア               | 具志堅用高・種馬マン（モリマン）     |
| 150               | 3月12日           | 北区・北大通りエリア             | 具志堅用高・種馬マン（モリマン）     |
| 151               | 3月19日           | 中央区・西11丁目駅エリア         | 長谷川初範・千堂あきほ               |
| 152               | 3月26日           | 中央区・北海道神宮第一鳥居エリア | 長谷川初範・千堂あきほ               |
| 153               | 4月9日            | 豊平区・美園エリア               | かたせ梨乃・今井翼                   |
| 154               | 4月16日           | 東区・東8丁目通りエリア          | かたせ梨乃・今井翼                   |
| 155               | 4月23日           | 北区・麻生エリア                 | 大久保佳代子（オアシズ）・中澤佑二   |
| 156               | 5月14日           | 西区・山の手エリア               | 大久保佳代子（オアシズ）・中澤佑二   |
| 157               | 5月21日           | 白石区・東札幌エリア             | 笑福亭笑瓶・磯山さやか               |
| 158               | 5月28日           | 市電西線エリア                   | 笑福亭笑瓶・磯山さやか               |
| 159               | 6月18日           | 南区・藻岩山エリア               | 井上咲楽・JOY                        |
| 160               | 6月25日           | 豊平橋エリア                     | 井上咲楽・JOY                        |
| 161               | 7月2日            | 北区・北24条エリア               | 中山秀征・菊地亜美                   |
| 162               | 7月16日           | 豊平区・平岸エリア               | 中山秀征・菊地亜美                   |
| 163               | 7月23日           | 南区・石山エリア                 | 関根勤・安めぐみ                     |
| 164               | 8月6日            | 南区・定山渓温泉エリア           | 関根勤・安めぐみ                     |
| 165               | 8月13日           | 西区・宮の沢エリア               | 大和田伸也・村上佳菜子               |
| 166               | 8月20日           | 手稲・前田エリア                 | 大和田伸也・村上佳菜子               |
| 167               | 8月27日           | 北区・新琴似エリア               | 近藤芳正・高橋みなみ                 |
| 168               | 9月3日            | 北区・新川エリア                 | 近藤芳正・高橋みなみ                 |
| 169               | 9月10日           | 清田区・平岡公園エリア           | 神田愛花・田山涼成                   |
| 170               | 9月17日           | 江別市エリア                     | 神田愛花・田山涼成                   |
| 171               | 10月1日           | 小樽市・銭函エリア               | 足立梨花・DJ KOO                     |
| 172               | 10月8日           | 石狩市エリア                     | 足立梨花・DJ KOO                     |
| 173               | 10月15日          | 中央区・大通公園北エリア         | 鈴木亜美・佐々木健介                 |
| 174               | 10月22日          | 中央区・山鼻9条エリア            | 鈴木亜美・佐々木健介                 |
| 175               | 11月5日           | 中央区・平和通エリア             | 久本雅美・鈴木福                     |
| 176               | 11月19日          | 北区・あいの里エリア             | 岡田結実・加藤諒                     |
| 177               | 11月26日          | 白石区・菊水エリア               | 久本雅美・鈴木福                     |
| 178               | 12月10日          | 北区・篠路エリア                 | 岡田結実・加藤諒                     |
| 179               | 12月17日          | 厚別区・厚別駅エリア             | 八嶋智人・横山由依                   |

### 2022年（令和4年）
| 2022年（令和4年） | 2022年（令和4年） | 2022年（令和4年）                | 2022年（令和4年）                           |
| 回                | 放送日            | 訪れた場所                       | ゲスト                                      |
| ----------------- | ----------------- | -------------------------------- | ------------------------------------------- |
| 180               | 1月7日            | 白石区・南郷通エリア             | 八嶋智人・横山由依                          |
| 181               | 1月14日           | 中央区・桑園エリア               | 菊池桃子・ユージ                            |
| 182               | 1月28日           | 西区・宮の沢エリア               | 菊池桃子・ユージ                            |
| 183               | 2月4日            | 西区・発寒エリア                 | 小手伸也・ゆうちゃみ                        |
| 184               | 2月18日           | 西区・西野エリア                 | 小手伸也・ゆうちゃみ                        |
| 185               | 2月25日           | 東区・元町エリア                 | 筧利夫・高島礼子                            |
| 186               | 3月4日            | 東区・苗穂エリア                 | 筧利夫・高島礼子                            |
| 187               | 3月11日           | 南区・澄川エリア                 | 石塚英彦（ホンジャマカ）・大友花恋          |
| 188               | 3月18日           | 豊平区・羊ヶ丘エリア             | 石塚英彦（ホンジャマカ）・大友花恋          |
| 189               | 3月25日           | 西区・八軒エリア                 | ウド鈴木（キャイ〜ン）・須田亜香里（SKE48） |
| 190               | 4月1日            | 北区・北24条エリア               | ウド鈴木（キャイ〜ン）・須田亜香里（SKE48） |
| 191               | 4月15日           | 中央区・南円山エリア             | 上地雄輔・村上佳菜子                        |
| 192               | 4月22日           | 中央区・山鼻エリア               | 上地雄輔・村上佳菜子                        |
| 193               | 5月6日            | 北区・麻生エリア                 | 松嶋尚美・川合俊一                          |
| 194               | 5月13日           | 東区・栄町エリア                 | 松嶋尚美・川合俊一                          |
| 195               | 5月20日           | 中央区役所エリア                 | 浅野ゆう子・中山優馬                        |
| 196               | 6月3日            | さっぽろテレビ塔エリア           | 浅野ゆう子・中山優馬                        |
| 197               | 6月10日           | 北海道立近代美術館エリア         | 山之内すず・ナオト・インティライミ          |
| 198               | 6月17日           | 西区・琴似エリア                 | 山之内すず・ナオト・インティライミ          |
| 199               | 7月1日            | 豊平区・平岸エリア               | 船越英一郎・朝日奈央                        |
| 200               | 7月15日           | 国道36号豊平エリア               | 船越英一郎・朝日奈央                        |
| 201               | 7月22日           | モエレ沼公園エリア               | 渡辺徹・王林                                |
| 202               | 7月29日           | 東区・東区役所エリア             | 渡辺徹・王林                                |
| 203               | 8月5日            | 小樽市・北運河エリア             | 具志堅用高・河北麻友子                      |
| 204               | 8月12日           | 小樽市・南エリア                 | 具志堅用高・河北麻友子                      |
| 205               | 8月19日           | 西区・山の手エリア               | 磯山さやか・武井壮                          |
| 206               | 8月26日           | 中央区・北円山エリア             | 磯山さやか・武井壮                          |
| 207               | 9月2日            | 北広島市エリア                   | 中山秀征・紺野あさ美                        |
| 208               | 9月16日           | 千歳市エリア                     | 中山秀征・紺野あさ美                        |
| 209               | 9月23日           | 江別エリア                       | 坂下千里子・関根勤                          |
| 210               | 9月30日           | 当別町エリア                     | 坂下千里子・関根勤                          |
| 211               | 10月7日           | 白石区・東札幌エリア             | 大久保佳代子（オアシズ）・速水もこみち      |
| 212               | 10月14日          | 豊平区・月寒エリア               | 大久保佳代子（オアシズ）・速水もこみち      |
| 213               | 10月28日          | 手稲駅エリア                     | かたせ梨乃・大久保嘉人                      |
| 214               | 11月11日          | 北区・新琴似エリア               | かたせ梨乃・大久保嘉人                      |
| 215               | 11月18日          | 北区・屯田、石狩市・緑苑台エリア | 市川右團次・高橋みなみ                      |
| 216               | 11月25日          | 石狩市エリア                     | 市川右團次・高橋みなみ                      |
| 217               | 12月2日           | 東北通・イーストエリア           | 春日俊彰（オードリー）・新山千春            |
| 218               | 12月16日          | 厚別区・新さっぽろエリア         | 春日俊彰（オードリー）・新山千春            |

### 2023年（令和5年）
| 2023年（令和5年） | 2023年（令和5年） | 2023年（令和5年）                | 2023年（令和5年）                      |
| 回                | 放送日            | 訪れた場所                       | ゲスト                                 |
| ----------------- | ----------------- | -------------------------------- | -------------------------------------- |
| 219               | 1月13日           | 北区・北大エリア                 | 鈴木浩介・手島優                       |
| 220               | 1月20日           | 中央区・豊水すすきのエリア       | 鈴木浩介・手島優                       |
| 221               | 1月27日           | 白石区・南郷7丁目エリア          | 勝地涼・柏木由紀                       |
| 222               | 2月3日            | 環状通エリア                     | 勝地涼・柏木由紀                       |
| 223               | 2月10日           | 環状通東エリア                   | 風間トオル・バービー                   |
| 224               | 2月17日           | 元町新道東エリア                 | 風間トオル・バービー                   |
| 225               | 2月24日           | 北5条・手稲通エリア              | 渡辺満里奈・杉谷拳士                   |
| 226               | 3月3日            | 南円山エリア                     | 渡辺満里奈・杉谷拳士                   |
| 227               | 3月10日           | 豊平公園エリア                   | 相田翔子・えなりかずき                 |
| 228               | 3月17日           | 平岸＆中の島エリア               | 相田翔子・えなりかずき                 |
| 229               | 3月31日           | 中央区・南1条通西エリア          | 天野ひろゆき（キャイ〜ン）・板野友美   |
| 230               | 4月14日           | 藻岩山麓通エリア                 | 天野ひろゆき（キャイ〜ン）・板野友美   |
| 231               | 4月21日           | 創成川イーストエリア             | 的場浩司・竹内由恵                     |
| 232               | 4月28日           | 石狩街道エリア                   | 的場浩司・竹内由恵                     |
| 233               | 5月5日            | 南区・澄川エリア                 | 鬼龍院翔・矢田亜希子                   |
| 234               | 5月12日           | 藻岩山南エリア                   | 鬼龍院翔・矢田亜希子                   |
| 235               | 5月19日           | 清田区平岡・美しが丘エリア       | 勝村政信・高橋ユウ                     |
| 236               | 5月26日           | 白石区北郷・川下エリア           | 勝村政信・高橋ユウ                     |
| 237               | 6月2日            | 由仁町エリア                     | 増田貴久（NEWS）・桜井日奈子           |
| 238               | 6月9日            | 長沼町エリア                     | 増田貴久（NEWS）・桜井日奈子           |
| 239               | 6月23日           | 麻生エリア                       | 小倉優子・JP                           |
| 240               | 6月30日           | 宮の沢駅エリア                   | 小倉優子・JP                           |
| 特別企画          | 7月14日           | 有田哲平セカンドハウス購入ツアー | 有田哲平                               |
| 241               | 7月21日           | 北区・北24条エリア               | 有田哲平・金川紗耶（乃木坂46）         |
| 242               | 7月28日           | 小樽市銭函・張碓エリア           | 藤本美貴・河合郁人（A.B.C-Z）          |
| 243               | 8月4日            | 小樽市小樽築港・朝里エリア       | 藤本美貴・河合郁人（A.B.C-Z）          |
| 244               | 8月11日           | 西区琴似・二十四軒エリア         | やす子・高橋克実                       |
| 245               | 8月18日           | 西区・西野二股エリア             | やす子・高橋克実                       |
| 246               | 8月25日           | タカトシの地元・西岡エリア       | 武田真治・ハシヤスメ・アツコ（元BiSH） |
| 246               | 9月1日            | 豊平区・月寒エリア               | 武田真治・ハシヤスメ・アツコ（元BiSH） |
| 247               | 9月8日            | 北区・新琴似エリア               | 水谷隼・鈴木奈々                       |
| 248               | 9月15日           | 手稲区・手稲前田、稲積エリア     | 水谷隼・鈴木奈々                       |
| 249               | 9月29日           | 中央区・宮の森エリア             | 長野博・益若つばさ                     |
| 250               | 10月13日          | 中央区・円山エリア               | 長野博・益若つばさ                     |
| 251               | 10月20日          | 札幌芸術の森美術館エリア         | あばれる君・山口もえ                   |
| 特別企画          | 10月27日          | 大丸札幌店SP                     | 高橋みなみ・坂下千里子                 |
| 252               | 11月3日           | 南区・豊平川エリア               | あばれる君・山口もえ                   |
| 253               | 11月10日          | 旭川ロケSP!                      | 浜口京子・ 大橋和也（なにわ男子）      |
| 254               | 11月17日          | 旭川ロケSP!                      | 浜口京子・ 大橋和也（なにわ男子）      |
| 255               | 11月24日          | NORTH恵庭エリア                  | 岩井勇気（ハライチ） 早見あかり        |
| 256               | 12月1日           | 北広島エリア                     | 岩井勇気（ハライチ） 早見あかり        |
| 257               | 12月8日           | 市電でGO!山鼻西線エリア          | 本田望結・錦鯉                         |
| 258               | 12月15日          | 大通・すすきのエリア             | 本田望結・錦鯉                         |

### 2024年（令和6年）
| 2024年（令和6年） | 2024年（令和6年） | 2024年（令和6年）                                     | 2024年（令和6年）                      |
| 回                | 放送日            | 訪れた場所                                            | ゲスト                                 |
| ----------------- | ----------------- | ----------------------------------------------------- | -------------------------------------- |
| 259               | 1月12日           | 国道36号と国道12号の狭間エリア                        | 中山秀征・藤井サチ                     |
| 260               | 1月19日           | 南郷18丁目～13丁目エリア                              | 中山秀征・藤井サチ                     |
| 261               | 1月26日           | 北大エリア                                            | とにかく明るい安村・秋元真夏           |
| 262               | 2月2日            | 東区役所エリアSP!                                     | とにかく明るい安村・秋元真夏           |
| 263               | 2月9日            | 北24条エリア最新グルメSP!                             | 星野真里・コカドケンタロウ（ロッチ）   |
| 264               | 2月16日           | 桑園エリア最新グルメSP!                               | 星野真里・コカドケンタロウ（ロッチ）   |
| 265               | 2月23日           | 東西線・西11丁目駅エリアでお宝店を大発見!SP           | 青木崇高・ゆうちゃみ                   |
| 266               | 3月1日            | 市電山鼻線エリアでお宝店を大発見!SP                   | 青木崇高・ゆうちゃみ                   |
| 267               | 3月15日           | 西区・発寒エリアでお宝店大発見!SP                     | 狩野英孝・加藤ローサ                   |
| 268               | 3月29日           | 西区・琴似エリアでお宝店大発見!SP                     | 狩野英孝・加藤ローサ                   |
| 269               | 4月5日            | 平岸・中の島エリアでお宝店大発見!SP                   | 松尾諭・田中美保                       |
| 270               | 4月12日           | 天神山エリアでお宝大発見!SP                           | 松尾諭・田中美保                       |
| 271               | 4月19日           | JR白石駅エリアでお宝大発見!SP                         | DAIGO・酒井美紀                        |
| 272               | 4月26日           | 厚別エリアでお宝を発見!SP                             | DAIGO・酒井美紀                        |
| 273               | 5月3日            | 石山通エリアでお宝を発見!SP                           | 宮田俊哉・髙木菜那                     |
| 274               | 5月10日           | 創成川イーストエリアでお宝店を発見!SP                 | 宮田俊哉・髙木菜那                     |
| 275               | 5月17日           | 南幌町エリアでお宝店を発見!SP                         | 徳井義実（チュートリアル）・磯山さやか |
| 276               | 5月24日           | 江別市大麻でお宝店を発見!SP                           | 徳井義実（チュートリアル）・磯山さやか |
| 277               | 6月7日            | 丘珠空港エリアでお宝店を発見!SP                       | 小山慶一郎（NEWS）・村重杏奈           |
| 278               | 6月21日           | 北24条エリアでお宝店を発見!SP                         | 小山慶一郎（NEWS）・村重杏奈           |
| 279               | 6月28日           | 西野エリアでお宝店を発見!SP                           | 井戸田潤（スピードワゴン）・井上咲楽   |
| 280               | 7月12日           | 円山エリアでお宝店を発見!SP                           | 井戸田潤（スピードワゴン）・井上咲楽   |
| 特別番組          | 7月14日           | 発見!タカトシランドSP 相葉・安村と北海道ぶっつけ4人旅 | 相葉雅紀・とにかく明るい安村           |
| 281               | 7月19日           | 手稲駅エリアでお宝店を発見!SP                         | 鈴木拓（ドランクドラゴン）・ベッキー   |
| 282               | 7月26日           | 小樽北エリアでお宝店を発見!SP                         | 鈴木拓（ドランクドラゴン）・ベッキー   |
| 283               | 8月9日            | 月寒エリアでお宝店を発見!SP                           | 豊ノ島・柏木由紀                       |
| 284               | 8月16日           | 美園エリアでお宝店を発見!SP                           | 豊ノ島・柏木由紀                       |
| 285               | 8月23日           | 当別エリアでお宝店を発見!SP                           | 土田晃之・野呂佳代                     |
| 286               | 9月6日            | さっぽろオータムフェスト開幕SP                        | −                                      |
| 287               | 9月13日           | さっぽろオームフェスト会場から生放送スペシャル        | 井戸田潤（スピードワゴン）・秋元真夏   |
| 288               | 9月20日           | 新篠津エリアでお宝店を発見!SP                         | 土田晃之・野呂佳代                     |
| 289               | 9月27日           | 八軒・琴似エリアでお宝店を発見!SP                     | 松岡昌宏（TOKIO）                      |
| 290               | 10月4日           | 山鼻エリアでお宝店を発見!SP                           | 松岡昌宏（TOKIO）                      |
| 291               | 10月25日          | 西18丁目エリアでお宝店を発見!SP                       | 八嶋智人・北乃きい                     |
| 292               | 11月1日           | 「有吉さんとしたいこと」北海道満喫ツアー前編          | 有吉弘行                               |
| 293               | 11月8日           | 「有吉さんとしたいこと」北海道満喫ツアー後編          | 有吉弘行                               |
| 297               | 11月15日          | 菊水エリアでお宝店を発見!SP                           | 八嶋智人・北乃きい                     |
| 298               | 11月22日          | 川沿エリアでお宝店を発見!SP                           | 真壁刀義・松村沙友理                   |
| 299               | 11月29日          | 藤野エリアでお宝店を発見!SP                           | 真壁刀義・松村沙友理                   |
| 300               | 12月6日           | 新琴似エリアでお宝店を発見!SP                         | 高橋克実・藤嶌果歩（日向坂46）         |
| 301               | 12月13日          | 石狩・花川エリアでお宝店を発見!SP                     | 高橋克実・藤嶌果歩（日向坂46）         |

### 2025年（令和7年）
| 2025年（令和7年） | 2025年（令和7年） | 2025年（令和7年）                                                    | 2025年（令和7年） |
| 回                | 放送日            | 訪れた場所                                                           | ゲスト |
| ----------------- | ----------------- | -------------------------------------------------------------------- | --- |
| 302               | 1月10日           | 宮の沢エリアでお宝店を発見!SP                                        | 浅野ゆう子、佐野岳 |
| 303               | 1月17日           | 山の手エリアでお宝店を発見!SP                                        | 浅野ゆう子、佐野岳 |
| 304               | 1月24日           | 北海道グルメ食べつくしSP                                             | 肥後克広、寺門ジモン |
| 305               | 1月31日           | 豊平区でくじ引き週末旅                                               | 肥後克広、寺門ジモン |
| 306               | 2月7日            | 光星エリアでお宝店を発見!SP                                          | 遠藤章造（ココリコ）、しずちゃん（南海キャンディーズ） |
| 307               | 2月14日           | 東北通エリアでお宝店を発見!SP                                        | 遠藤章造（ココリコ）、しずちゃん（南海キャンディーズ） |
| 308               | 2月21日           | 麻生エリアでお宝店を発見!SP                                          | 横尾渉（Kis-My-Ft2）、大友花恋 |
| 特別企画          | 2月28日           | 発見！タカトシランドpresents コンビ結成30周年記念番組 タカトシ披露宴 | 錦鯉、とにかく明るい安村、秋山竜次（ロバート）、龍見、モリマン、初恋たろう（初恋タロー）、オジョー、スキンヘッドカメラ、しろっぷ、ゴールデンルールズ、コロネケン |
| 309               | 3月7日            | 北大エリアでお宝店を発見!SP                                          | 横尾渉（Kis-My-Ft2）、大友花恋 |
| 310               | 3月14日           | 新札幌エリアでお宝店を発見!SP                                        | EXILE SHOKICHI、柳原可奈子 |
| 311               | 3月21日           | 本郷通エリアでお宝店を発見!SP                                        | EXILE SHOKICHI、柳原可奈子 |
| 312               | 4月4日            | 西28丁目エリアでお宝店を発見!SP                                      | カンニング竹山、箭内夢菜 |
| 313               | 4月18日           | 桑園エリアでお宝店を発見!SP                                          | カンニング竹山、箭内夢菜 |
| 314               | 4月25日           | 中央区役所新庁舎エリアでお宝店を発見!SP                              | トム・ブラウン、滝谷美夢 |
| 315               | 5月2日            | 山鼻エリアでお宝店を発見!SP                                          | トム・ブラウン、滝谷美夢 |
| 316               | 5月9日            | バスセンター前エリアでお宝店を発見!SP                                | AI、みりちゃむ |
| 317               | 5月16日           | 福住エリアでお宝店を発見!SP                                          | AI、みりちゃむ、ゴールデンルールズ（豊平区PR芸人） |
| 318               | 5月23日           | 学園前エリアでお宝店を発見!SP                                        | 二階堂高嗣（Kis-My-Ft2）、横山由依 |
| 319               | 6月6日            | 元町エリアでお宝店を発見!SP                                          | 哀川翔・今井アンジェリカ |
| 320               | 6月13日           | 北24条エリアでお宝店を発見!SP                                        | 哀川翔・今井アンジェリカ |
| 321               | 6月20日           | 平岸エリアでお宝店を発見!SP                                          | 二階堂高嗣（Kis-My-Ft2）、横山由依 |
| 322               | 6月27日           | 平和通りエリアでお宝店を発見!SP                                      | アルコ＆ピース、菅井友香 |
| 323               | 7月4日            | 南郷通りエリアでお宝店を発見!SP                                      | アルコ＆ピース、菅井友香 |
| 324               | 7月18日           | 狸小路商店街でお宝店を発見!SP                                        | 岡田圭右（ますだおかだ）、たけうちほのか |
| 325               | 7月25日           | 中の島エリアでお宝店を発見!SP                                        | 岡田圭右（ますだおかだ）、たけうちほのか |
| 326               | 8月1日            | 恵庭エリアでお宝店を発見!SP                                          | 月亭方正、片寄涼太 |
| 327               | 8月15日           | 札幌移住計画のススメ!SP                                              | 松岡昌宏 |
| 328               | 8月22日           | 札幌駅北エリアでお宝店を発見!SP                                      | 松岡昌宏 |

## ネット局と放送時間
| 放送期間        | 放送時間                     | 放送局                | 対象地域   | 備考       |
| --------------- | ---------------------------- | --------------------- | ---------- | ---------- |
| 2017年5月5日 -  | 金曜 19:00 - 20:00           | 北海道文化放送（UHB） | 北海道     | 制作局     |
| 2017年5月26日 - | 木曜 0:55 - 1:55（水曜深夜） | テレビ西日本（TNC）   | 福岡県     |            |
| 2017年7月31日 - | 水曜 1:59 - 2:59（火曜深夜） | 関西テレビ（KTV）     | 近畿広域圏 |            |
| 2023年10月3日 - | 火曜 1:55 - 3:00（月曜深夜） | 東海テレビ（THK）     | 中京広域圏 |            |
| 不定期          | 日曜 16:05 - 17:20           | 秋田テレビ（AKT）     | 秋田県     | SPの時のみ |

近畿広域圏は2022年6月27日放送を最後に休止状態だったが、2022年10月10日より約3か月ぶりに再開。水曜 1:59 - に変更された。

### インターネット配信
最新回配信はUHBテレビの放送日基準。
| 配信開始日 | 配信時間     | 配信サイト                              | 備考                                                   |
| ---------- | ------------ | --------------------------------------- | ------------------------------------------------------ |
| 不明       | 金曜 20:00 - | FOD TVer                                | 北海道文化放送の最新回限定で7日間無料配信              |
| 不明       | 不明         | FODプレミアム 大阪チャンネル TSUTAYA TV | 有料配信 FODプレミアムと大阪チャンネルは有料見放題配信 |

## スタッフ
- ナレーター：黒岩孝康（札幌スーパーギャグメッセンジャーズ）
- 構成：つちだだいすけ、はしもとこうじ
- 協力：オーテック、ノーステレビスタッフ、パイルアップサウンズ、タワーヴィジョンズ、360、MIDブロードキャスト、トップ・クリエイション、ビーオネスト
- 編成：金井大悟
- 広報：天羽司
- カメラ：小林英明、高谷響、柴﨑雅季、近藤広伸
- 音声：平将史、辻村謙太郎
- 照明：安田晴彦
- ライン編集：島崎希望
- 編集：小屋松康三
- 音響効果：梅原浩介
- メイク：本間久美子
- AD：白木弥希、辻雄太
- AP：福良沙織
- ディレクター：竹田新、大竹智和、瀬戸工司、佐々木晴菜
- プロデューサー：吉田典代（吉本興業札幌支社）
- チーフプロデューサー：小池裕一郎
- 制作協力：吉本興業
- 制作著作：北海道文化放送